# دو عصر: مروری ادبی

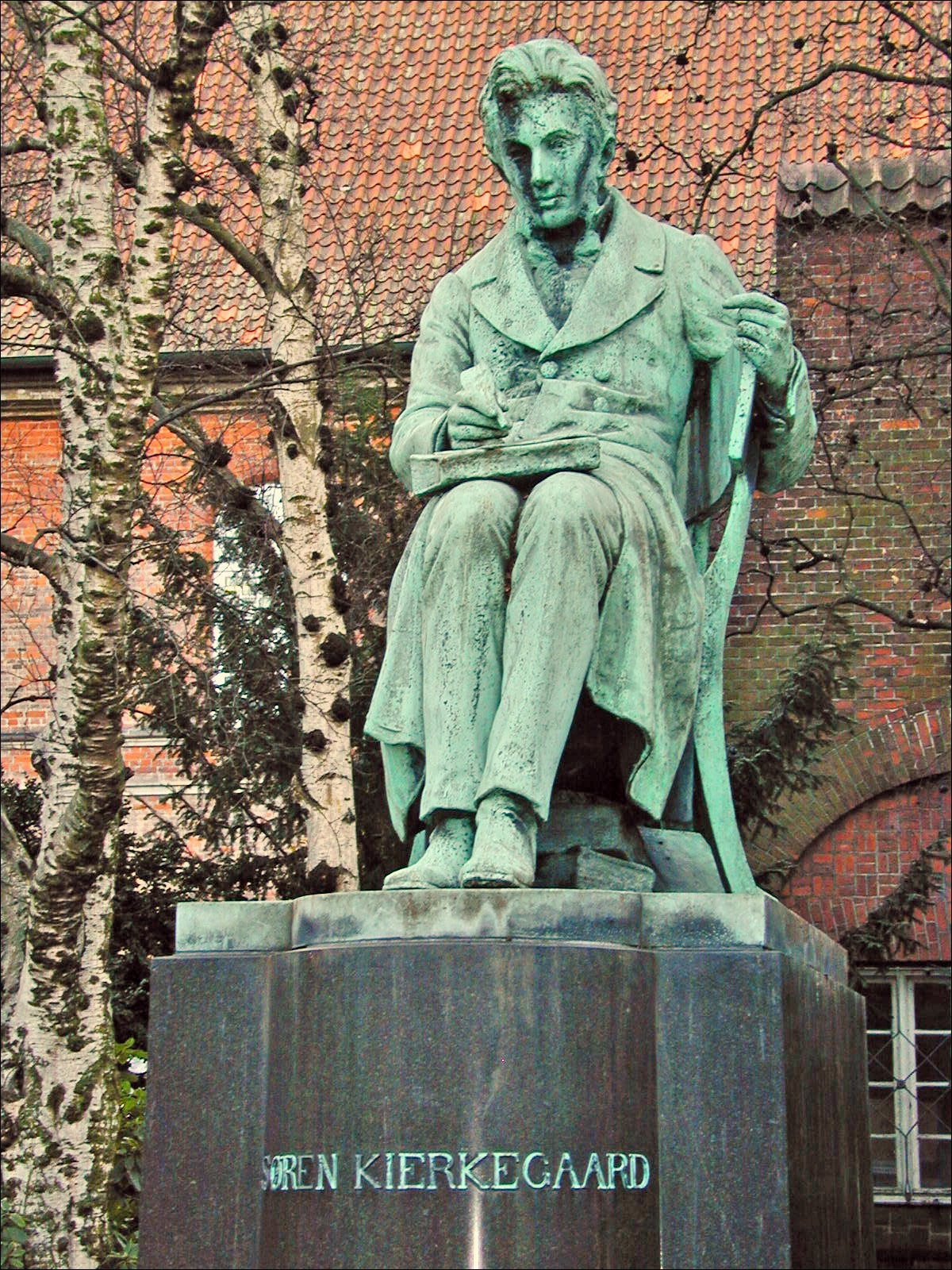
مجسمه سورن کی‌یرکگور در باغ کتابخانه سلطنتی دانمارک

دو عصر: مروری ادبی (انگلیسی: Two Ages: A Literary Review) اولین کتاب در دومین دوره از فعالیت نویسندگی سورن کی‌یرکگور است که در ۳۰ مارس ۱۸۴۶ منتشر شد. این اثر پس از ماجرای کورسیر که در آن او هدف تمسخر عموم قرار گرفت و در نتیجه افکار خود را در مورد «عموم» و رابطه یک فرد با آن به نمایش گذاشت، دنبال شد.

## بررسی
این کتاب نقدی بود بر رمان دو عصر (در برخی از ترجمه‌های دو نسل) نوشته توماسین کریستین گیلمبورگ-ارنسوارد و در مورد «عصر انقلاب» و «عصر کنونی» بحث می‌کرد. کی‌یرکگور عصر انقلاب را «ذاتاً پرشور» توصیف می‌کند، بنابراین «اصل تضاد را باطل نکرده است» و می‌تواند به خیر یا شر تبدیل شود، و هر راهی که انتخاب شود، «انگیزه» اشتیاق به اندازه‌ای است که ردی از یک عمل وجود دارد. نشانه‌گذاری پیشرفت یا جهت‌گیری نادرست آن باید قابل درک باشد، اما باز هم این عامل نجات است، زیرا تصمیم همان کلمه جادویی است که وجود دارد».
کی‌یرکگور پس از نقد داستان، مشاهدات متعددی دربارهٔ ماهیت عصر حاضر و نگرش بی‌شور آن نسبت به زندگی انجام داد. کی‌یرکگور می‌نویسد که «عصر حاضر اساساً عصری معقول و عاری از اشتیاق است» و «گرایش امروز در جهت برابری ریاضی است، به‌طوری که در همه طبقات فلان و بهمان به‌طور یکسان فردی می‌شود». در این باب، کی‌یرکگور به انطباق و همسان‌سازی افراد در یک جامعه بی‌تفاوت و انتزاعی، به «جمعیت» حمله می‌کند. اگرچه کی‌یرکگور به مردم حمله کرد، اما از جوامعی حمایت می‌کرد که در آن افراد تنوع و منحصربه‌فرد بودن خود را حفظ می‌کنند.